# 55e parallèle sud
Pour les articles homonymes, voir 55e parallèle.
En géographie, le 55e parallèle sud est le parallèle joignant les points de la surface de la Terre dont la latitude est égale à 55° sud.

## Géographie

### Dimensions
Dans le système géodésique WGS 84, au niveau de 55° de latitude sud, un degré de longitude équivaut à 63,994 km ; la longueur totale du parallèle est donc de 23 038 km, soit environ 57,5 % de celle de l'équateur. Il en est distant de 6 097 km et du pôle Sud de 3 904 km,.

### Régions traversées
Le 55e parallèle sud passe au-dessus des océans sur près de 99 % de sa longueur ; il coupe cependant le sud de l'archipel de Terre de Feu, en particulier les îles Gilber, Londonderry, London, Thompson, Gordon, Hoste, Navarino et Picton au Chili, et la grande île de la Terre de Feu en Argentine.
Dans le Pacifique, le parallèle passe à une quarantaine de km au sud de l'île Macquarie.

Le tableau ci-dessous résume les différentes zones traversées par le parallèle, d'ouest en est :
| Zone                                   | Début                | Fin                  | Longueur (km) |
| -------------------------------------- | -------------------- | -------------------- | ------------- |
| Océans Atlantique, Indien et Pacifique | 55° 00′ S, 66° 23′ O | 55° 00′ S, 71° 14′ O | 22 727        |
| Archipel de Terre de Feu               | 55° 00′ S, 71° 14′ O | 55° 00′ S, 66° 23′ O | 311           |